# Stenostomum ellipticum
Stenostomum ellipticum là một loài thực vật có hoa trong họ Thiến thảo. Loài này được (Urb. & Ekman) Borhidi miêu tả khoa học đầu tiên năm 1993.